# 長野県伊那養護学校
長野県伊那養護学校（ながのけん いなようごがっこう）は、長野県伊那市にある県立養護学校である。主に上伊那郡及びその周辺地域に住む、知的障がいのある児童・生徒を対象としており、寄宿舎も完備されている。

## 設置学科
- 小学部
- 中学部
- 高等部

## 所在地
- 長野県伊那市西箕輪8274番地

## 沿革
- 1966年（昭和41年）4月1日 - 開設
- 1969年（昭和44年）8月18日 - プール完成
- 1978年（昭和53年）4月1日 - 訪問学級新設
- 1979年（昭和54年）4月1日 - 高等部新設、訪問教育開始、清水分室・ひまわり分室・明星分室・阿南分室が発足
- 1982年（昭和57年）3月31日 - 阿南分室を閉室
- 1983年（昭和58年）3月31日 - 清水分室を閉室
- 1985年（昭和60年）3月31日 - 下伊那地区の児童・生徒が飯田養護学校へ転校、明星分室、ひまわり分室を閉室
- 1988年（昭和63年）4月1日 - 重度訪問部を「つくし部」として発足
- 1989年（平成元年）2月20日 - 寄宿舎完成
- 2016年（平成28年）10月7日 - 50周年記念式典実施